# Blag
A Blag a brit Smile együttes dala. Amiatt vált híressé, mert tartalmazott egy hosszabb gitárszólót, amely később a Queen együttes Brighton Rock című dalába került, majd évek múlva a koncertjeik sarokpontjává vált. Az 1982-es Gettin’ Smile és az 1998-as Ghost of a Smile retrospektív Smile-kiadványokra is felkerült, szerzőnek Roger Taylort jelölték meg, bár valószínűleg Brian May is dolgozott rajta, mert több interjúban is megerősítette, hogy a Brighton Rock szólója teljesen az ő munkája.

## Közreműködők
- Tim Staffell: ének, basszusgitár
- Brian May: elektromos gitár, háttérvokál
- Roger Taylor: dob, háttérvokál